# MagicGate
MagicGate är en teknologi av typen Digital Rights Management framtagen av Sony år 1999 med syfte att förhindra digital information från att kopieras. MagicGate finns implementerad sedan 2004 i Sonys Memory Stick samt i minneskorten till Playstation 2.